# Valea Marcului
Valea Marcului – wieś w Rumunii, w okręgu Mehedinți, w gminie Dumbrava. W 2011 roku liczyła 197 mieszkańców.